# Bear Creek (Wisconsin)
Bear Creek – wieś w Stanach Zjednoczonych, w stanie Wisconsin, w hrabstwie Outagamie.